# Ga East Municipal District
Der Distrikt Ga East Municipal District ist einer von 29 Distrikten der Greater Accra Region in Ghana. Er hat eine Größe von 76,5 km² und 283.379 Einwohner (2021). 

## Geschichte
Ursprünglich war er 1988 Teil des damals größeren Ga District, bis der östliche Teil des Distrikts 2004 abgetrennt wurde, um den Ga East District zu bilden; der verbleibende Teil wurde daher in Ga West District umbenannt. Später wurde er am 29. Februar 2008 als Ga East Municipal District in den Status eines Municipal District erhoben, bis der östliche Teil des Distrikts am 28. Juni 2012 abgeteilt wurde, um den La-Nkwantanang-Madina Municipal District zu bilden; der verbleibende Teil wurde als Ga East Municipal District beibehalten. Der Distrikt liegt im westlichen Teil der Greater Accra Region und hat Abokobi als Hauptstadt.

## Einwohnerentwicklung
Die folgende Übersicht zeigt die Einwohnerzahlen nach dem jeweiligen Gebietsstand.
| Jahr | Einwohner |
| ---- | --------- |
| 2010 | 147.742   |
| 2021 | 283.379   |